# マーストーケンソリューション
株式会社マーストーケンソリューション（英: MARS TOHKEN SOLUTION CO.LTD.）は東京都新宿区に本社を置く会社である。自動認識技術とX線検査技術を核に事業を展開する。マースグループホールディングスの子会社。
ホール向けに「貯玉補償制度」「ポイント交換サービス」「各種サプライ品販売」等の運営支援事業を展開。

## 概要
大きく3つの分野の製品・サービス提供を行っている。
- 自動認識システム
- 産業用X線検査装置
- 会員管理システム

2012年に株式会社マーステクノサイエンスが株式会社東研を合併し、株式会社マーストーケンソリューションへ商号変更し、誕生した。
略称、MTS。

## 沿革
- 1998年10月 - 株式会社カード情報管理センター 設立。
- 2000年4月 - 株式会社M&T カードテクノロジー 設立。
- 2002年4月 - 株式会社カード情報管理センターが株式会社M&T カードテクノロジーを合併し、株式会社マーステクノサイエンスへ商号変更。
- 2002年4月 - CMC（サイクルメンバー倶楽部）サービス事業を開始。
- 2012年2月 - 株式会社マーステクノサイエンスが株式会社東研を合併し、株式会社マーストーケンソリューションへ商号変更。
- 2012年7月 - マース東研X線検査株式会社へX線事業部門を分割。
- 2015年10月 - マース東研X線検査株式会社を吸収合併。
- 2019年12月 - ベトナム・ハノイにMETA VISION Co.,Ltd.を設立。

## 事業内容
- 自動認識システム事業　
  - RFID(非接触データキャリア)、バーコード、2次元コード、画像認識、各種自動認識システムの企画・開発・製造・販売。
  - HF帯/UHF帯RFIDリーダライタ、ICカード、ICタグ、1次元/2次元バーコードリーダー、外観検査やOCR/バーコード読み取りを行う画像認識ソフトウエア、画像認識装置を提供。
  - ヘルスケア/人間ドック/健診業界を中心として、バーコード/RFIDやクラウドを活用したアプリケーションを提供。
- 産業用X線検査装置事業
  - X線検査装置の製造・販売。
  - X線検査受託サービス。
- 会員管理サービス事業
  - 会員管理に関する運営・管理並びにその情報サービスの提供。
  - サイクルメンバー倶楽部
  - 貯玉補償制度の提供。